# Gerhard Billig

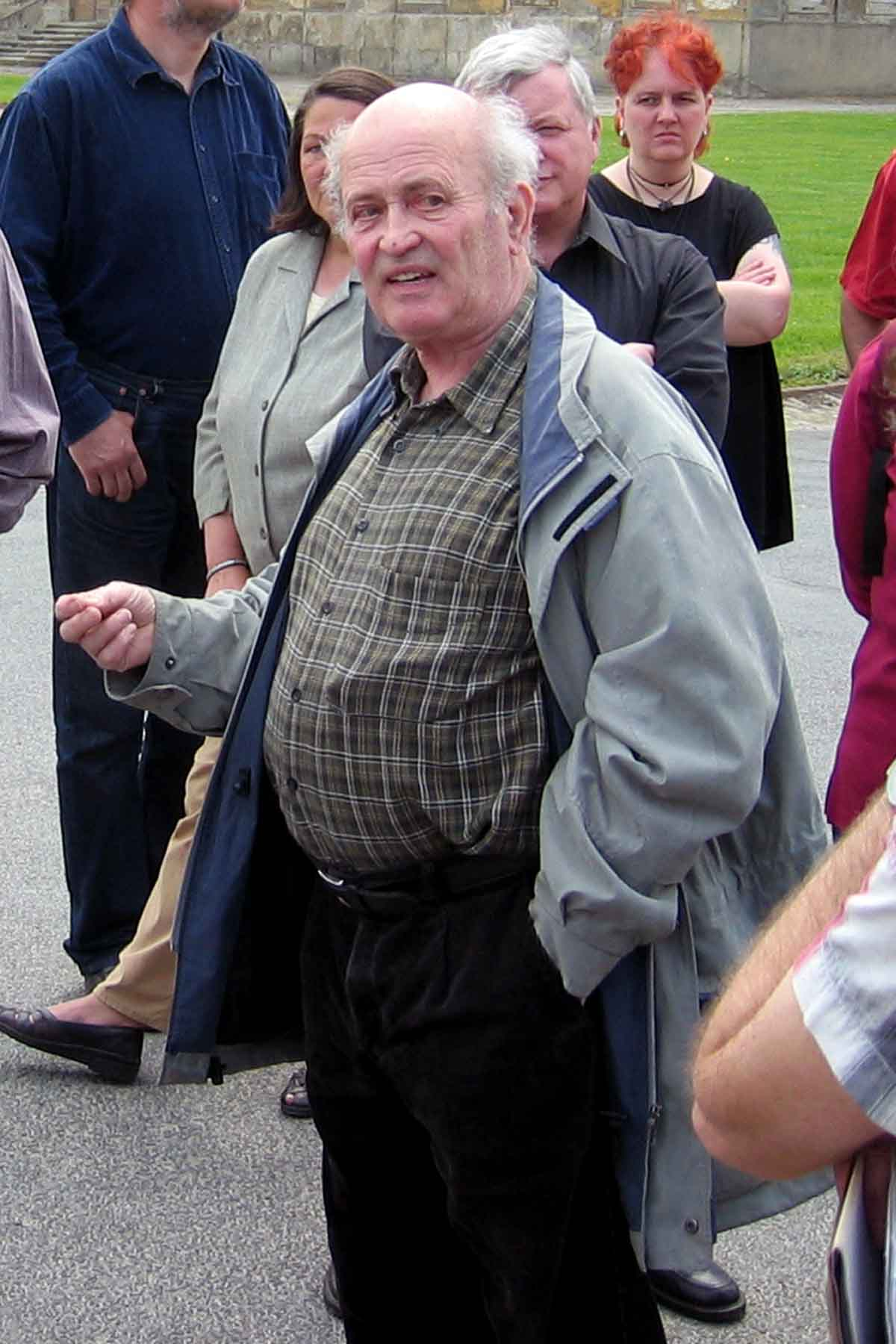
Gerhard Billig am 1. Mai 2004 auf dem Gelände des Schlosses Hubertusburg in Wermsdorf bei einem Treffen der Deutschen Burgenvereinigung

Gerhard Billig (* 20. Mai 1927 in Dresden; † 24. April 2019 ebenda) war ein deutscher Prähistorischer Archäologe und Mediävist.

## Leben
Gerhard Billig besuchte die Volks- und Oberschule. Der Schulbesuch wurde von 1944 bis 1946 durch seinen Dienst als Luftwaffenhelfer, im Reichsarbeitsdienst, als Kriegsteilnehmer und durch britische Kriegsgefangenschaft unterbrochen. Im Dezember 1946 legte Billig sein Abitur ab und machte danach einen Kurs zum Neulehrer. Als solcher war er ab 1947 tätig und trat im selben Jahr in die SED ein. Ein Jahr später begann Billig an der Technischen Hochschule Dresden ein Studium der Pädagogik, Volkskunde, Germanistik sowie der Ur- und Frühgeschichte. Er ging 1950 ging an die Universität Leipzig und bestand dort 1951 das Staatsexamen. Noch im selben Jahr wurde er Lehrer, setzte sein Studium jedoch als externer Student fort.
Billig arbeitete ab 1952 als wissenschaftlicher Mitarbeiter für Vor- und Frühgeschichte am Vogtländischen Kreismuseum in Plauen. Er wechselte 1954 als wissenschaftlicher Assistent an das Landesmuseum für Vorgeschichte Dresden. Im Oktober 1956 erlangte Billig mit der Arbeit Die Aunjetitzer Kultur in Sachsen in Dresden seine Promotion. Gutachter waren Friedrich Behn und Gerhard Mildenberger. Im Jahre 1960 wurde er wissenschaftlicher Mitarbeiter und 1964 Kustos am Landesmuseum für Vorgeschichte Halle. Ab 1966 war Billig wissenschaftlicher Mitarbeiter am Lehrstuhl für Geschichte der Pädagogischen Hochschule Dresden, ab 1972 Dozent. Im Dezember 1986 erfolgte die Promotion B bei Friedrich Schlette, Joachim Herrmann und Hans Walther; Thema der vierbändigen Habilitationsschrift waren Studien zu Burg und Feudalgesellschaft im obersächsisch-meissnischen Raum. Archäologisch-archivalisch vergleichende Untersuchungen. Billig wurde 1987 außerordentlicher Professor an der Pädagogischen Hochschule Dresden. Im Jahre 1991 wurde er neu berufen und im folgenden Jahr emeritiert.

## Schriften (Auswahl)
- Die Aunjetitzer Kultur in Sachsen. Katalog (= Veröffentlichungen des Landesmuseums für Vorgeschichte Dresden. Band 7), Bibliographisches Institut, Leipzig 1958.
- Flurnamen mittelalterlicher Wehranlagen im Gebiet des ehemaligen Landes Sachsen. In: Namenkundliche Informationen Band 28, 1976.
- mit Gunter Oettel: Ausgrabungen im Wermsdorfer Forst. Eine Forschungsbilanz (= Dresdner Reihe zur Forschung. Band 87, 14). Pädagogische Hochschule K. F. W. Wander, Dresden 1987.
- Die Burgwardorganisation im obersächsisch-meissnischen Raum. Archäologisch-archivalisch vergleichende Untersuchungen (= Veröffentlichungen des Landesmuseums für Vorgeschichte Dresden. Band 20). Deutscher Verlag der Wissenschaften, Berlin 1989, ISBN 3-326-00489-3, Digitalisat: urn:nbn:de:bsz:14-db-id18787738444.
- mit Heinz Müller: Burgen. Zeugen sächsischer Geschichte. Degener, Neustadt an der Aisch 1998, ISBN 3-7686-4191-0.
- Pleißenland – Vogtland. Das Reich und die Vögte. Untersuchungen zu Herrschaftsorganisationen und Landesverfassung während des Mittelalters unter dem Aspekt der Periodisierung. Vogtland-Verlag, Plauen 2002, ISBN 3-928828-22-3.